# Etaux
Etaux, auch Eteaux geschrieben, ist eine französische Gemeinde im Département Haute-Savoie in der Region Auvergne-Rhône-Alpes.

## Geographie
Etaux liegt auf rund 640 m, westlich von La Roche-sur-Foron, etwa 20 Kilometer südöstlich der Stadt Genf (Luftlinie). Die Streusiedlungsgemeinde erstreckt sich erhöht am Ostabhang des Hochplateaus von Bornes, über dem breiten Arvetal, am Nordfuß der Bornes-Alpen.
Die Fläche des 13,69 km² großen Gemeindegebiets umfasst einen Abschnitt im Bereich des Bornes-Plateaus. Im Osten verläuft die Grenze hangparallel oberhalb von La Roche-sur-Foron. Von hier erstreckt sich das Gemeindeareal westwärts über den Hang von Etaux bis auf das breite Hochplateau von Bornes, auf dem mit 940 m bei Combloux die höchste Erhebung von Etaux erreicht wird. Die südliche Abgrenzung bildet meist das Tal des Foron. Im äußersten Westen reicht der Gemeindeboden über den Sattel von Évires bis ins Quellgebiet des Daudens, der nach Südwesten zum Fier entwässert.
Zu Etaux gehören neben dem eigentlichen Kern um die Kirche auch mehrere Weilersiedlungen und Gehöfte, darunter:
- Charny (630 m) am Hang nördlich des Dorfes
- Les Faverges (730 m) am Aufstieg zum Col d’Évires
- Même (760 m) am Aufstieg zum Col d’Évires
- Les Crues (820 m) auf dem Hochplateau von Bornes

Nachbargemeinden von Etaux sind Pers-Jussy und Cornier im Norden, La Roche-sur-Foron im Osten und Süden sowie Évires und La Chapelle-Rambaud im Westen.

## Geschichte
Etaux wird im 15. Jahrhundert erstmals urkundlich erwähnt.

## Sehenswürdigkeiten
Die Dorfkirche von Etaux besitzt einen gotischen Chor, während das Kirchenschiff aus dem 16. Jahrhundert stammt. In Charny steht ein Herrensitz.

## Bevölkerung
| Jahr                       | 1962 | 1968 | 1975 | 1982 | 1990 | 1999 |
| Einwohner                  | 527  | 450  | 519  | 638  | 878  | 1090 |
| Quellen: Cassini und INSEE |      |      |      |      |      |      |

Mit 2109 Einwohnern (Stand 1. Januar 2022) gehört Etaux zu den kleineren Gemeinden des Département Haute-Savoie. Seit Beginn der 1970er Jahre wurde dank der attraktiven Wohnlage ein deutliches Bevölkerungswachstum verzeichnet.

## Wirtschaft und Infrastruktur
Etaux war bis weit ins 20. Jahrhundert hinein ein vorwiegend durch die Landwirtschaft geprägtes Dorf. Heute gibt es verschiedene Betriebe des Klein- und Mittelgewerbes. Viele Erwerbstätige sind Wegpendler, die in den größeren Ortschaften der Umgebung, vor allem aber im Raum Genf-Annemasse und in Annecy, ihrer Arbeit nachgehen.
Die Ortschaft ist verkehrsmäßig sehr gut erschlossen. Sie liegt nahe der Hauptstraße N203, die von La Roche-sur-Foron nach Annecy führt. Der nächste Anschluss an die Autobahn A41 befindet sich in einer Entfernung von rund 2 km. Auch der Bahnhof von La Roche-sur-Foron an der Eisenbahnlinie Annemasse-Cluses beziehungsweise Annemasse-Annecy ist von Etaux leicht erreichbar.